# Ольшовка
Ольшо́вка (бел. Альшо́ўка) — река в Ершичском районе Смоленской области России и Хотимском районе Могилёвской области Белоруссии, левый приток реки Беседь (бассейн Днепра).
Длина — 28 км. Площадь водосборного бассейна — 164 км². Средний наклон водной поверхности 1,1 ‰. Начинается и протекает по Смоленской области России (около 14 км). Водосбор на окраине Оршанско-Могилёвской равнины. При впадении в Беседь находится город Хотимск. Высота устья — 156 м над уровнем моря.